# Bétracq
Bétracq es una comuna francesa de la región de Aquitania en el departamento de Pirineos Atlánticos.
El topónimo Bétracq fue mencionado por primera vez en el siglo XIV con el nombre de Betrac en la frontere.

## Demografía
| 266 | 232 | 277 | 262 | 243 | 266 | 201 | 215 | 212 | 215 | 178 | 172 | 144 | 145 | 132 | 150 | 113 | 96 | 99 | 118 | 98 | 82 | 88 | 81 | 77 | 85 | 65 | 45 |
| Para los censos de 1962 a 1999 la población legal corresponde a la población sin duplicidades (Fuente: INSEE [Consultar]) |     |     |     |     |     |     |     |     |     |     |     |     |     |     |     |     |    |    |     |    |    |    |    |    |    |    |    |